# Club Me
Club Me — третій мініальбом американського панк-рок гурта The Offspring. Вийшов на лейблі Epitaph Records 1 січня 1997 року. Альбом розповсюджувався виключно серед членів офіційного фан-клубу, проте деякі копії можна було купити у Інтернеті. У 2005 році альбом увійшов до збірки Greatest Hits як другий диск. Жодна з представлених на платівці пісень не входила у інші альбоми гурту.

## Список пісень
| #  | Назва                      | Тривалість |
| -- | -------------------------- | ---------- |
| 1. | «I Got a Right» (Іґґі Поп) | 2:20       |
| 2. | «D.U.I.» (Noodles)         | 2:26       |
| 3. | «Smash It Up» (The Damned) | 3:35       |